# Lawdy Miss Clawdy

Champion Jack Dupree – Junker Blues

Lawdy Miss Clawdy (auch Lawdy, Miss Clawdy) ist der Titel eines Rhythm-&-Blues-Songs von Lloyd Price aus dem Jahr 1952, der zum Millionenseller wurde und im Rock & Roll oft gecovert worden ist.

## Entstehungsgeschichte
Lawdy Miss Clawdy geht zurück auf eine Komposition des in New Orleans tätigen Bluespianisten Willie Hall, die er Junker Blues (oder Junker’s Blues) nannte und die nach 1920 entstanden war. Wesentliche Teile hieraus entlehnte erstmals Champion Jack Dupree (Gesang/Piano), der am 28. Januar 1941 zusammen mit dem Bassisten Wilson Swain seine Version unter dem Titel Junker Blues (Okeh Records #6152) in Chicago aufgenommen hatte. Dupree sang den Text „They call me a junco, ’cause I’m loaded all the time“. Erst Dupree verbreitete mit seiner im April 1941 veröffentlichten Version die alte Blueskomposition von Hall, der den Song nie selbst aufnahm oder registrieren ließ.
Es dauerte acht Jahre, bis Fats Domino den Titel für seine erste Single verwendete. In dem am 10. Dezember 1949 aufgenommenen The Fat Man mit dem berühmten 40 Sekunden dauernden Piano-Intro singt Fats Domino „They call me the Fat Man, ’cause I weight two hundred pounds.“ Auch Dominos Intro zu The Fat Man basiert auf dem Junker Blues von Willie Hall.
Lloyd Price hatte erneut einige textliche Veränderungen vorgenommen, beginnend mit dem Liedtitel. Der neue Titel Lawdy Miss Clawdy („Oh Gott, Fräulein Clawdy“) beruht auf einer Idee des schwarzen Radiosprechers James „Okey Dokey“ Smith von der Radiostation WBOK in New Orleans, der diesen Ausspruch durch ständige Wiederholung im Rahmen einer Kaffee-Werbung zu seinem Markenzeichen gemacht hatte.

## Sprachliche Hintergründe
Aber der Rundfunksprecher war nicht der erste, der den Ausdruck „lawdy“ verwendete. Am 8. August 1934 entstand von Buddy Moss der Blues Hey Lawdy Mama (von Cream im April 1970 gecovert; LP Live Cream), der wohl Vorbild für den Radiosprecher war.
Erstmals Erwähnung fand das Wort in dem im Jahr 1884 von Joel Chandler Harris verfassten Roman Nights with Uncle Remus: „Lawdy mussy, Brer Rabbit! Whar my vittles?“ Im Kinofilm Vom Winde verweht (US-Premiere am 15. Dezember 1939) – nicht in Margaret Mitchells Romanvorlage – wird „lawdy“ von der schwarzen Hausdienerin Mammy verwendet. Es gibt keine Besonderheit bei der Auswahl von Miss Clawdy (Claudia), es reimt sich lediglich auf Lawdy.

## Aufnahme

Lloyd Price – Lawdy Miss Clawdy

Am 13. März 1952 betrat Lloyd Price erstmals die J&M Studios von Cosimo Matassa in New Orleans und nahm Lawdy Miss Clawdy auf. Produzent der Aufnahmesession war Dave Bartholomew, der mit der Pianoarbeit vom regulären Sessionmusiker Salvador Ducette nicht zufrieden war und ihn durch Fats Domino ersetzte, der hierfür den gewerkschaftlich gesicherten Mindestlohn von US $ 54,50 erhielt. Domino musste Price bitten, den Beginn des Songs zu singen, und entschied danach, ihn in A-Moll zu spielen.
Während die textlichen Veränderungen die im Original vorhandene riskante Anspielung auf eine Heroin-Abhängigkeit beseitigten, verblieb das Musikformat weiterhin auf Champion Jack Duprees Junker’s Blues. Price singt in seiner Version „girl, you sure look good to me. Well, please don’t excite me, baby, tho’ it can’t be me.“ Begleitet wird Lloyd Price vom Dave-Bartholomew-Orchestra mit Herb Hardesty (Tenorsaxophon), Joe Harris (Altsaxophon), Ernest McLean (Gitarre), Frank Fields (Bass) und Earl Palmer (Schlagzeug).

## Veröffentlichung und Erfolg
Lawdy Miss Clawdy / Mailman Blues (Specialty 428) wurde im April 1952 veröffentlicht. Trotz der Schwierigkeiten, wegen der bestehenden Rassentrennung einen „schwarzen“ Song auf dem weißen Markt zu präsentieren, gelang Lawdy Miss Clawdy der Durchbruch. Der Song führte für sieben Wochen die Rhythm-&-Blues-Hitparade an und wurde über eine Million Mal verkauft. Als Crossover war er auch auf dem Markt der Weißen erfolgreich, ohne jedoch die Pop-Hitparade zu erreichen. Specialty-Records-Inhaber Art Rupe bestätigte, dass es sich um die erste Aufnahme eines schwarzen Teenagers handelte, die über eine Million Mal verkauft wurde. Für Specialty Records war der Titel erst der dritte Nummer-eins-Hit.
Lawdy Miss Clawdy entwickelte sich zu einer der Grundlagen des Rock-and-Roll-Sounds und wurde als einer von 500 Songs, die die Rock-and-Roll-Musik prägten, in die Rock and Roll Hall of Fame aufgenommen.

## Coverversionen
Es gibt mindestens 169 stilübergreifende Coverversionen von Lawdy Miss Clawdy, darunter von Elvis Presley (aufgenommen am 3. Februar 1956 in den RCA-Studios in New York, veröffentlicht im August 1956), Roy Orbison & Teen Kings (KOSA-TV, Odessa; 31. Mai 1956), Larry Williams (LP Here’s Larry Williams; Dezember 1959), Little Richard (LP Little Richard is Back; Juni 1964, veröffentlicht im August 1964), Johnny Rivers (LP At the Whisky à Go Go; Februar 1964), Buckinghams (März 1967), Joe Cocker (November 1969), Ronnie Hawkins (August 1972), Conway Twitty (1974), Mickey Gilley (August 1976) oder Paul McCartney (31. Oktober 1988). Der Titel erhielt einen BMI-Award.
Der Songtitel war Grundlage für ähnliche Titel im Rock & Roll, insbesondere Dizzy Miss Lizzy oder Good Golly Miss Molly.

## Coverversionen (soweit nicht im Text erwähnt)
- The Swinging Blue Jeans (1964)
- The Hollies (1965)
- The Beatles (1969 im Film Let it Be)
- Led Zeppelin
- The Dave Clark Five (1970)
- The Nashville Teens (1972)
- Ike Turner (1972)
- Commander Cody and His Lost Planet Airmen (1973)
- Ronnie McDowell (1978)
- Shakin’ Stevens (1982)
- Eric Burdon (2000)
- Robert Gordon und Chris Spedding mit The Jordanaires (2007)